# Townley Haas
Townley Haas, född 13 december 1996, är en amerikansk simmare.
Vid de olympiska simtävlingarna i Rio de Janeiro 2016 ingick Haas i det amerikanska lag som vann guld på 4x200 meter frisim. Vid VM 2017 på långbana simmade han andrasträckan i finalen när USA blev världsmästare på 4x100 meter frisim.
Vid olympiska sommarspelen 2020 i Tokyo tog Haas sig till semifinal på 200 meter frisim, där han slutade på 12:e plats. Haas var även en del av USA:s lag som slutade på fjärde plats på 4×200 meter frisim.